# Вильхельм, Силард
Силард Вильхельм (род. 2 февраля 1983 года) - венгерский пловец в ластах и ориентировщик.

## Карьера
Тренеры - Дьюла Гурисатти, позднее (с 2011 года) Андраш Вереш.
Многократный призёр чемпионатов мира.
Четырёхкратный чемпион Европы. Двукратный призёр чемпионатов Европы.
Многократный чемпион Венгрии.
Обладатель действующего рекорда мира на дистанции 800 метров с аквалангом.